# Nogebus
Nogebus, anciennement Noge SL, est un carrossier d'autobus espagnol.

## Histoire
La société Carrocerias Noge SL a été créée en 1964 dans la bourgade de Arbúcies, dans la province de Gérone en Catalogne (Espagne), par Miquel Genabat Puig — dont le fils préside aujourd'hui la société —, un ancien salarié d'Ayats, et Josep Noguera.
La société Noge SL construit, dès sa création, des carrosseries pour autobus urbains et autocars de tourisme sur des châssis d'autobus Pegaso puis, avec l'entrée de l'Espagne dans la Communauté européenne en 1986 et l'ouverture du marché espagnol, sur des châssis d'autres constructeurs réputés. La société devient rapidement le quatrième plus important carrossier après Indcar, Ayats et Beulas,
En 1978, Miquel Genabat Puig cède à son associé Josep Noguera, la totalité de ses parts dans la société. Pour satisfaire une demande importante, la société transfère ses ateliers en périphérie de la ville ce qui va permettre une sensible augmentation de la production.
Noge SL a commencé son activité avec la construction d'autobus urbains puis, s'est diversifié avec la construction d'autobus interurbains et d'autocars de luxe. Durant les années 1990, l'entreprise compte plus de 250 employés et produit en moyenne 600 véhicules par an. Les modèles d'autobus et autocars Noge sont principalement vendus en Espagne et, à partir de 1986, en Europe de l'Ouest.
En 2001, un autre site de montage est créé à Perpignan, dans le sud de la France, tout près de la frontière espagnole. L'un des fondateurs de l'entreprise, Miquel Genabat Puig, décède en 2010.
En 2010, en proie à d'énormes difficultés financières, la société Noge SL dépose son bilan en mars 2010 et se déclare en faillite. Elle est placée sous administration judiciaire le 27 avril 2011 mais le 23 janvier 2013, elle demande sa liquidation et licencie ses 93 derniers salariés qui ne recevront aucune indemnisation, faute de liquidités. Tout le personnel percevra l'aide du Fonds espagnol de garantie des salaires.
En mai 2013, la société est reprise par l'entreprise catalane Sartruck, de Serinyà (Garrotxa) qui reprend l'activité avec seulement 22 ex salariés de Noge SL, sous le nom de Nogebus SL.
Une polémique a surgi à la suite de cette décision du Tribunal de commerce de Gérone car les actionnaires de la société Sartruck SL semblent être les mêmes que ceux de l'ancienne Noge SL alors que l'offre concurrente du groupe Benseny de Montmeló aurait garanti la reprise de 75 salariés et un investissement dans l'outil de production de 3,5 M€uros.
Comme l'explique le Président du Comité d'entreprise de Noge SL, Jordi Calé, la société Sartruck SL, qui a racheté à bas prix Noge SL, ne compte que 8 salariés et n'aurait donc pas la capacité de gérer une entreprise 12 fois plus importante. La société Sartruck SL est spécialisée dans la fabrication de voitures blindées, camionnettes et véhicules spéciaux.
La nouvelle société, dirigée par Pere De Palol, a changé de raison sociale en Nogebus SL mais conserve la marque Noge. Elle a, par contre, abandonné la fabrication d'autobus urbains.

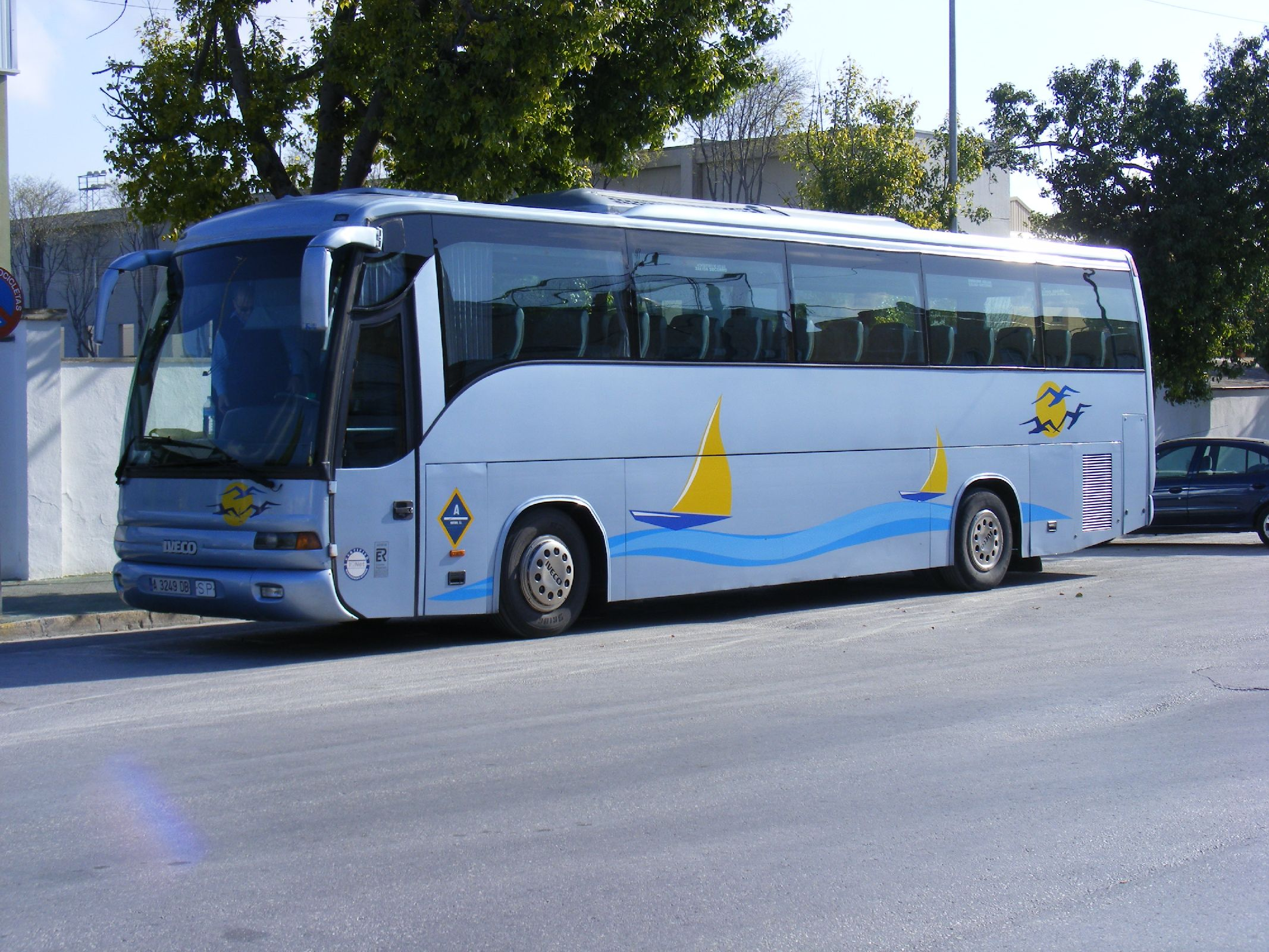
Autocar Iveco EuroRider avec carrosserie Noge

## Produits
Noge dispose d'une gamme d'autocars de tourisme de moyenne et grande taille, dans les versions classiques à grand luxe. De plus, des bus à tablier sont fabriqués. Les véhicules sont construits sur la base de constructeurs européens de châssis, notamment Iveco Bus, MAN, Scania, Volvo et plus récemment Daewoo Bus. 
Autobus

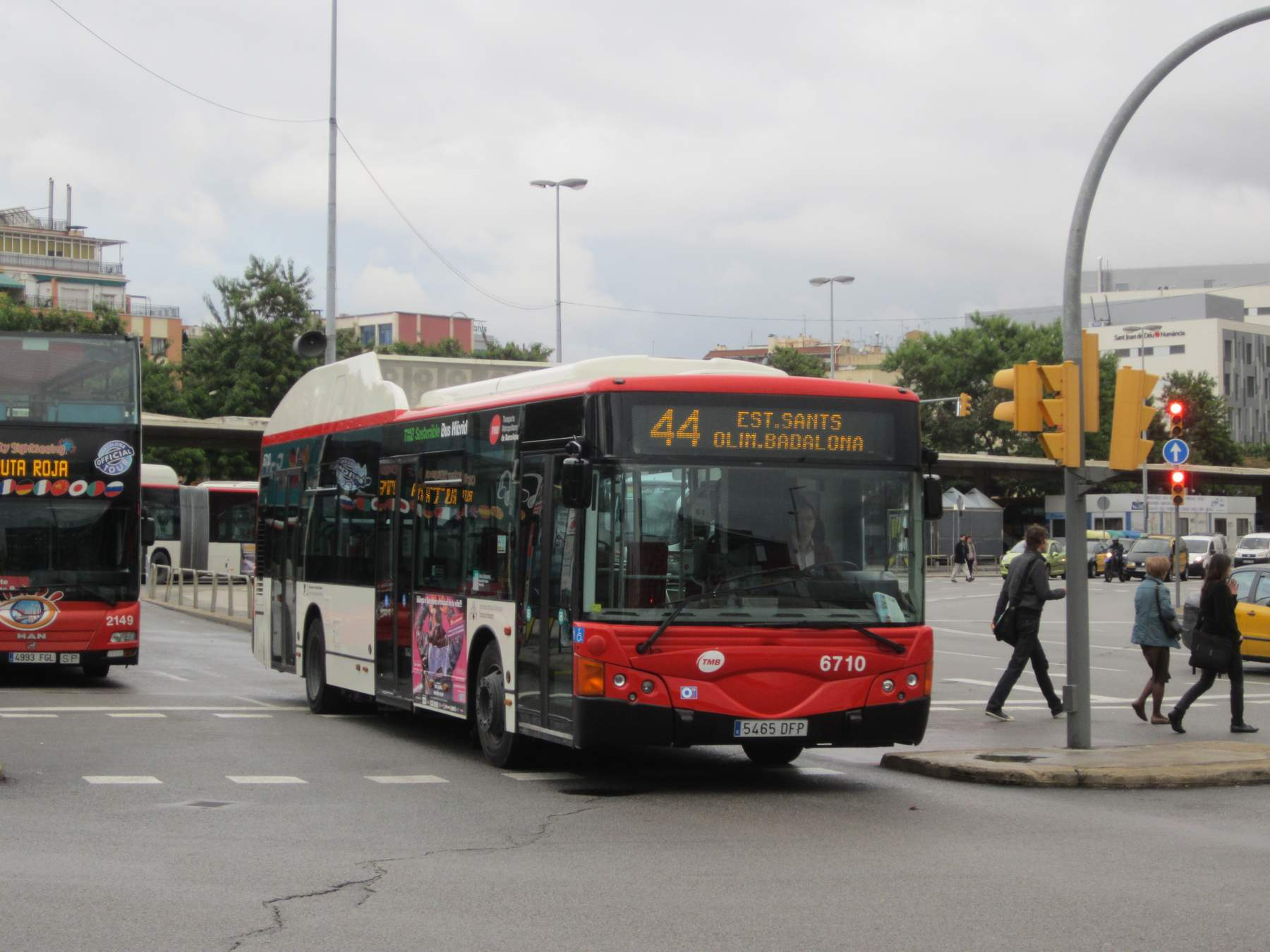
Noge Cittour sur châssis Iveco Cityclass.

- Sprinter - midibus construit sur la base du Mercedes-Benz Sprinter pouvant accueillir jusqu'à 22 passagers,
- Cittour - autobus urbain, fabrication abandonnée en 2010,
- Aertour - autobus aéroportuaire à plancher extra bas,

Autocars
- Touring - autocar fer de lance de la marque avec plus de 3.000 unités fabriquées depuis l'origine. Existe en plusieurs versions:
- H - autobus interurbain à fort rendement, en midibus de 9,40 m sur châssis MAN ou autobus de 10,50 m uniquement sur châssis Iveco,
- HD - autocar en plusieurs longueurs : 9,50 - 9,90 - 12,96 - 13,80 - 15,00 mètres avec une capacité de 35 à 71 passagers,
- HDH - autocar de luxe grand confort de 12,00 - 12,96 - 13,80 et 15,00 mètres et 55 à 71 passagers,
- Titanium - autocar de luxe en version HD ou HDH de 12,00 - 12,96 - 13,80 - 15,00 mètres avec une capacité de 55 à 71 passagers.

Carrosseries spéciales
- Autocars motor-homes,
- Trains routiers touristiques.